# Pustularia
Pustularia is een geslacht van weekdieren uit de klasse van de Gastropoda (slakken).

## Soorten
- Pustularia bistrinotata Schilder & Schilder, 1937
- Pustularia chiapponii Lorenz, 1999
- Pustularia cicercula (Linnaeus, 1758)
- Pustularia globulus (Linnaeus, 1758)
- Pustularia marerubra Lorenz, 2009
- Pustularia margarita (Dillwyn, 1817)
- Pustularia mauiensis (Burgess, 1967)